# Giz
Gíz (ግዕዝ) je starodavni etiopski semitski jezik, ki ga uporablja le še etiopska tevahedska pravoslavna cerkev in izraelska manjšina v Etiopiji za svete knjige in bogoslužje.
Beseda giz se uporablja tudi za abugido, pisavo, s katero zapisujejo jezik. Amharščina v Etiopiji in tigrajščina (tigrinjščina) v Eritreji in Etiopiji uporabljata spremenjeni obliki abugide giz. Tudi druge jezike na Rogu Afrike so nekdaj zapisovali v gizu. Na primer oromščino in somalščino, vendar so te jezike sčasoma začeli zapisovati v latiničnih pravopisih. Še posebej oromščino zaradi osovražene amharske administracije, podobno kot so to naredili v Turčiji z zapisovanjem turščine.
Giz (ali »etiopski jezik«) ima v Unicode strani U+1200 – U+137F (desetiško 4608–4991).
Zlogovni črkopis giz se je razvil iz semitskega zapisa in ta je najprej poznal le soglasnike. Soglasnikom so kasneje dodali še samoglasnike, kjer so vsakemu soglasniku dodali ustrezen samoglasnik. Amharščina, tigrajščina in akadščina (asirsko-babilonščina), ki je izumrla, pišejo od leve proti desni. V zelo starih napisih je za kratek čas moč opaziti, da so pisali bustrofedon - to je prvo vrstico kot je običajno, drugo pa od desne proti levi.
Tigrejščina naj bi bila najbližji jezik in neposredni potomec giza, tigrajščina in amharščina pa malo manj, predvsem zaradi pritiska muslimanov in selitev proti jugu.